# Магрит (филмова награда)
Наградата „Магрит“ (на френски: Magritte du cinéma) е награда, връчвана ежегодно в Брюксел от Белгийската академия „Андре Делво“ за кинематографични постижения във филмовата индустрия от 2011 г.
По модела на френската награда „Сезар“, официалната церемония, на която се представят наградите, е една от най-изявените церемонии по награждаване в Белгия. На различните победители в категориите се връчва копие на статуетка. Наградите, представени за първи път през 2011 г., се считат за белгийския еквивалент на наградите „Оскар“ в САЩ.
Връчвани през първото тримесечие на новата година, наградите отличават кинематографичните постижения за предходната година. Осмата церемония за наградите „Магрит“ се провежда на 3 февруари 2018 г. на площад „Сребърния център“ в историческия център на „Mont des Arts“ в Брюксел.
Основана през 2010 г., академията „Андре Делво“ е създадена по предложение на Асоциацията на продуцентите на франкофонски филми (UPFF) и „Pro Spère“, обединявайки петте клона на филмовата индустрия, включително актьори, режисьори, продуценти, техници и писатели. Академията има за цел да признае отличните постижения на белгийските кинематографични постижения, за да има белгийски еквивалент на наградите „Сезар“. След отмяната на церемонията по връчването на наградите „Джоузеф плато“, която е погълната от Международния филмов фестивал във Фландрия през 2007 г., в Белгия липсва национална филмова награда. Поради това академията учредява наградата „Магрит“.
Името на наградата идва от художника Рене Магрит. Чарли Херсовичи, който създава Фондация „Магрит“, позволява на академията да използва името на художника. Наградената статуетка е създадена от дизайнера и скулптора Ксавие Луст, който се вдъхновява от плакат, озаглавен „Moments inoubliables du cinema“, създаден от Рене Магрит през 1958 г. за филмов фестивал. Първата церемония по връчването на наградите „Магрит“ се състои на 5 февруари 2011 г. на площад „Брюкселски конгресен център“ в Брюксел. По време на церемонията, Академията „Андре Делво“ представя наградите Магрит в двадесет категории. Филмовият режисьор Джако Ван Дормал председателства церемонията, а актрисата Елена Ногера е домакин на вечерта. Церемонията, излъчена в Белгия от BeTV, е продуцирана от Хосе Букиао и режисирана от Винсънт Густин. На втората церемония, състояла се на 4 февруари 2012 г., наградата „Магрит“ за най-добър филм за копродукция е разделена на „Най-добър чуждестранен филм за копродукция и най-добър фламандски филм за копродукция“. Последният е преименуван на „Най-добър фламандски филм“ през 2015 г. Наградата на аудиторията е представена на белгийска филмова личност през 2011 г. и 2012 г., преди да бъде заменена от „Най-добър първи игрален филм“ през 2013 г. Неговият победител е обявен за първи път по време на 66-ия филмов фестивал в Кан, три месеца по-късно на церемонията по наградите „Магрит“. През 2016 г. става основна категория, а наградата на публиката е окончателно отменена. Същата година „Най-добър късометражен филм“ е разделен на „Най-добър късометражен филм за късометражно кино“ и „Най-добър анимационен филм“. Осмата церемония е първата, която е бъде излъчена по „La Deux“, след като RTBF пое правата за излъчване от BeTV.